# 娜丽莎帕·拉姆
娜丽莎帕·拉姆（1996年3月7日—），泰國女子羽毛球運動員，專長雙打項目。

## 簡歷

### 2013年世錦賽
2013年8月，娜丽莎帕·拉姆參加中國廣州舉行的世界羽毛球錦標賽，與莎拉丽·桑松卡姆出戰女子雙打項目。她們首圈以2比1反勝跨國組合伊莫金·班克尔/佩蒂娅·内德尔奇娃晉級；第二圈面對3號種子、日本的松友美佐紀/高橋禮華，又以2比0（22-20、21-17）力克對手；至第三圈才以1比2（21-17、16-21、11-21）不敵9號種子、印尼的皮娅·泽巴迪娅·贝尔纳德特/里基·艾美莉雅·普拉蒂普塔，16強止步。

## 主要比賽成績
只列出曾進入準決賽的國際賽事成績：
| 年份   | 賽事                 | 公開賽級別 | 項目     | 拍檔              | 成績   |
| ------ | -------------------- | ---------- | -------- | ----------------- | ------ |
| 2012年 | 泰國羽毛球黃金大獎賽 | 黃金大獎賽 | 女子雙打 | 莎拉丽·桑松卡姆   | 冠軍   |
| 2012年 | 中國羽毛球首要超級賽 | 首要超級賽 | 女子雙打 | 莎拉丽·桑松卡姆   | 準決賽 |
| 2013年 | 越南羽毛球國際挑戰賽 | 國際挑戰賽 | 女子雙打 | 普蒂塔·素帕猜恭   | 冠軍   |
| 2013年 | 樂魚羽毛球國際系列賽 | 國際系列賽 | 女子雙打 | 普蒂塔·素帕猜恭   | 冠軍   |
| 2013年 | 樂魚羽毛球國際系列賽 | 國際系列賽 | 混合雙打 | 颂蓬·阿努里达亚翁 | 準決賽 |
| 2013年 | 亞洲青年羽毛球錦標賽 | 其他       | 女子雙打 | 普蒂塔·素帕猜恭   | 準決賽 |
| 2013年 | 世界青年羽毛球錦標賽 | 其他       | 女子雙打 | 普蒂塔·素帕猜恭   | 準決賽 |
| 2014年 | 世界青年羽毛球錦標賽 | 其他       | 混合團體 | －                | 季軍   |

| 2007-2017年 | 首要超級賽 | 超級賽 | 黃金大獎賽 | 大獎賽 | 國際挑戰賽 | 國際系列賽 | 未來系列賽 | 其他 |

| 2018-2026年 | 總決賽 | 超級1000賽 | 超級750賽 | 超級500賽 | 超級300賽 | 超級100賽 | 國際挑戰賽 | 國際系列賽 | 未來系列賽 | 其他 |

### 奧運會和世錦賽參賽紀錄
|          | 搭檔            | 2013 |
| -------- | --------------- | ---- |
| 女子雙打 | 莎拉丽·桑松卡姆 | 16強 |